# Liste der Kulturdenkmale in Bad Frankenhausen
Die Liste der Kulturdenkmale in Bad Frankenhausen umfasst die als Ensembles, Straßenzüge und Einzeldenkmale erfassten Kulturdenkmale in den Ortsteilen der thüringischen Stadt Bad Frankenhausen und ihren Ortsteilen.
Die Angaben in der Liste ersetzen nicht die rechtsverbindliche Auskunft der zuständigen Denkmalschutzbehörde.

## Legende
- Bild: zeigt ein Bild des Kulturdenkmals und gegebenenfalls einen Link zu weiteren Fotos des Kulturdenkmals im Medienarchiv Wikimedia Commons
- Bezeichnung: Name, Bezeichnung oder die Art des Kulturdenkmals
- Lage: Wenn vorhanden Straßenname und Hausnummer des Kulturdenkmals; Grundsortierung der Liste erfolgt nach dieser Adresse. Der Link Karte führt zu verschiedenen Kartendarstellungen und nennt die Koordinaten des Kulturdenkmals.
 Kartenansicht, um Koordinaten zu setzen – in dieser Kartenansicht sind Kulturdenkmale ohne Koordinaten mit einem roten bzw. orangen Marker dargestellt und können in der Karte gesetzt werden. Kulturdenkmale ohne Bild sind mit einem blauen bzw. roten Marker gekennzeichnet, Kulturdenkmale mit Bild mit einem grünen bzw. orangen Marker.
- Datierung: gibt das Jahr der Fertigstellung beziehungsweise das Datum der Erstnennung oder den Zeitraum der Errichtung an
- Beschreibung: bauliche und geschichtliche Einzelheiten des Kulturdenkmals, vorzugsweise die Denkmaleigenschaften
- ID: Die ID identifiziert das Kulturdenkmal eindeutig. In Thüringen sind aktuell keine IDs veröffentlicht. In der ID-Spalte kann sich auch folgendes Icon  befinden, dies führt zu Angaben zu diesem Kulturdenkmal bei Wikidata.

## Kulturdenkmale nach Ortsteilen

### Bad Frankenhausen
| Bild                                    | Bezeichnung                             | Lage                                          | Datierung | Beschreibung | ID           |
| --------------------------------------- | --------------------------------------- | --------------------------------------------- | --------- | --- | ------------ |
| BW                                      | Denkmalensemble „Anger“                 | Anger 4–30 (Karte)                            |           | Denkmalensemble bestehend aus Anger 4, 5, 8, 9, 11, 12, 13, 15, 16, 17, 18, 20, 21, 22, 23, 27, 28, 30, Kurstraße 5 Patrizierhaus (einziges Haus mit Vorgarten) Anger 6 Auch die Scheune zur Rosengasse hat einen tiefen und hohen Gewölbekeller, wie das Wohnhaus. Das Wohnhaus hat einen kleinen Saal und eine Sommerküche und der Herd hat 3 Feuerstellen. Stuck an den Decken mit Wand-Malereien. | 365.220.2282 |
| BW                                      | Denkmalensemble „Kantor-Bischoff-Platz“ | Kantor-Bischoff-Platz 2–7 (Karte)             |           | Denkmalensemble bestehend aus Kantor-Bischoff-Platz 2, 3, 4, 7, Klosterstraße 41 | 365.220.2301 |
| BW                                      | Denkmalensemble „Klosterstraße“         | Klosterstraße 1–40 (Karte)                    |           | Denkmalensemble bestehend aus Klosterstraße 1 bis 40 und Fritz-Brather-Straße 1 | 365.220.2307 |
| BW                                      | Denkmalensemble „Kräme“                 | Kräme 1–5 (Karte)                             |           | Denkmalensemble bestehend aus Kräme 1, 2, 3, 4, 5, 6/8 | 365.220.2346 |
| BW                                      | Denkmalensemble „Markt“                 | Markt 1–10 (Karte)                            |           | Denkmalensemble bestehend aus Markt 1–10 und Marktstraße 1 und 2 | 365.220.2351 |
| BW                                      | Denkmalensemble „Oberkirchgasse“        | Oberkirchgasse (Karte)                        |           | Denkmalensemble bestehend aus Oberkirchgasse 1–5, 7, 35, 37, 39, 41, 43, 45, 47, 49, 51, 53, 55, Am Quellgrund 10, Badegasse 1 | 365.220.2363 |
| BW                                      | Denkmalensemble „Poststraße“            | Poststraße (Karte)                            |           | Denkmalensemble bestehend aus Poststraße 3, 5, 7, 9, 11, 15, 17, 19, 21, 23, 25, 31, 33, 34, 35, 36, 38/40, 39, | 365.220.2382 |
| Fotos hochladen                         | Denkmalensemble „Quartier“              | Frauenstraße, Neumarkt, Schwedengasse (Karte) |           | Denkmalensemble bestehend aus Frauenstraße 1, 3, 5–30, Neumarkt 1–25, Schwedengasse 1–7 | 365.220.2402 |
| BW                                      | Denkmalensemble „Schloßstraße“          | Schloßstraße (Karte)                          |           | Denkmalensemble bestehend aus Schloßstraße 1, 4, 6–12, 14, 16, 18, 20, 22, 24, Martinigasse 1 | 365.220.2461 |
| weitere Bilder Fotos hochladen          | Stadtmauer                              | Innenstadt                                    |           | | 365.220.9997 |
| Direkt Bild zu diesem Denkmal hochladen | Wasserkran                              | Bahnhofsgelände                               |           | Technisches Denkmal, Flurstück 20-2251/9 | 365.220.1060 |
| weitere Bilder Fotos hochladen          | Jüdischer Friedhof                      | (Karte)                                       |           | | 365.220.1061 |
| weitere Bilder Fotos hochladen          | Evangelische Kirche St. Petri           | Altstädter Kirchgasse 8 (Karte)               |           | | 365.220.2228 |
| BW                                      | Haus Hoheneck                           | Am Hoheneck 1 (Karte)                         |           | Landhaus und Parkanlage | 365.220.2231 |
| BW                                      | Quellhaus                               | Am Quellgrund 14 (Karte)                      |           | | 365.220.2274 |
| weitere Bilder Fotos hochladen          | Panorama-Museum                         | Am Schlachtberg 9 (Karte)                     | 1976      | monumentales Panoramabild über den Bauernkrieg mit dem Titel Frühbürgerliche Revolution in Deutschland des Leipziger Malers und Kunstprofessors Werner Tübke | 365.220.9996 |
| BW                                      | Villa Brather                           | Am Weinberg 3 (Karte)                         |           | Flurstück 1-986/4 | 365.220.2232 |
| BW                                      | Kinderkurheim                           | An der Wipper 13–17 (Karte)                   |           | | 365.220.2233 |
| weitere Bilder Fotos hochladen          | Hausmannsturm                           | Alte Burg 13 (Karte)                          |           | ehemalige Müntzer-Straße | 365.220.2229 |
| BW                                      | Knopffabrik                             | Andreasstraße 8 (Karte)                       |           | Fabrikgebäude, Flurstück 20-2156/2 | 365.220.2234 |
| BW                                      | ehemalige Grundschule                   | Anger 1 (Karte)                               |           | | 365.220.2235 |
| BW                                      | Ackerbürgerhof                          | Anger 6 (Karte)                               |           | | 365.220.2237 |
| BW                                      | Ackerbürgerhof                          | Anger 7 (Karte)                               |           | Ackerbürgerhof und Wohnhaus | 365.220.2238 |
| Fotos hochladen                         | Wohn- und Geschäftshaus                 | Anger 10 (Karte)                              |           | | 365.220.2239 |
| BW                                      | ehemalige Angerapotheke                 | Anger 13 (Karte)                              |           | heute Stadt-Info, auch Bestandteil des Denkmalensembles „Anger“ | 365.220.1588 |
| BW                                      | Wohn- und Geschäftshaus                 | Anger 20 (Karte)                              |           | Eckgebäude, auch Bestandteil des Denkmalensembles „Anger“ | 365.220.2240 |
| BW                                      | Wohn- und Geschäftshaus                 | Anger 24/25 (Karte)                           |           | | 365.220.2241 |
| BW                                      | Wohn- und Geschäftshaus                 | Anger 26 (Karte)                              |           | Flurstück 3-760 | 365.220.2242 |
| BW                                      | Wohn- und Geschäftshaus                 | Bahnhofstraße 3 (Karte)                       |           | Jugendzentrum | 365.220.2244 |
| BW                                      | Wieckhaus                               | Bornstraße (Karte)                            |           | ehemaliger Schachtweg, Flurstück 1-657/344 | 365.220.2243 |
| BW                                      | Gasthaus                                | Erfurter Straße 9 (Karte)                     |           | Gasthaus „Zum Schwan“ | 365.220.2245 |
| BW                                      | Wohn- und Geschäftshaus                 | Erfurter Straße 25 (Karte)                    |           | | 365.220.2246 |
| BW                                      | Wohn- und Geschäftshaus                 | Erfurter Straße 31 (Karte)                    |           | Flurstück 1-187 | 365.220.2247 |
| BW                                      | Kyffhäusergymnasium                     | Fritz-Brather-Straße 1 (Karte)                |           | ehemalige Klosterstr. 6, auch Bestandteil des Denkmalensemble „Klosterstraße“ | 365.220.2248 |
| weitere Bilder Fotos hochladen          | Evangelische Kirche St. Marien          | Kantor-Bischoff-Platz 1 (Karte)               |           | Unterkirche | 365.220.9995 |
| BW                                      | Mauerteil                               | Kantor-Bischoff-Platz 5 (Karte)               |           | ehemalige Klosteranlage | 365.220.2276 |
| BW                                      | Wohn- und Geschäftshaus                 | Klosterstraße 9 (Karte)                       |           | | 365.220.2249 |
| BW                                      | Wohnhaus                                | Klosterstraße 10 (Karte)                      |           | | 365.220.2250 |
| BW                                      | Wohn- und Geschäftshaus                 | Klosterstraße 12 (Karte)                      |           | | 365.220.2251 |
| BW                                      | Wohn- und Geschäftshaus                 | Klosterstraße 14 (Karte)                      |           | | 365.220.2252 |
| BW                                      | Wohnhaus                                | Klosterstraße 17 (Karte)                      |           | großes Wohnhaus | 365.220.2253 |
| BW                                      | Wohn- und Geschäftshaus                 | Klosterstraße 20a (Karte)                     |           | | 365.220.2254 |
| BW                                      | Wohnhaus                                | Klosterstraße 26 (Karte)                      |           | | 365.220.2255 |
| BW                                      | Wohn- und Geschäftshaus                 | Kräme 4 (Karte)                               |           | | 365.220.2256 |
| BW                                      | Wohn- und Geschäftshaus                 | Kräme 6/8 (Karte)                             |           | auch Bestandteil des Denkmalensemble „Kräme“ | 365.220.2257 |
| BW                                      | Wohnhaus                                | Kursstraße 18 (Karte)                         |           | | 365.220.2258 |
| weitere Bilder Fotos hochladen          | Rathaus                                 | Markt 1 (Karte)                               |           | | 365.220.2259 |
| BW                                      | Wohnhaus                                | Marktstraße 4 (Karte)                         |           | Eckgebäude, auch Bestandteil des Denkmalensembles „Markt“ | 365.220.2260 |
| BW                                      | Wohnhaus                                | Münze 7 (Karte)                               |           | | 365.220.2261 |
| weitere Bilder Fotos hochladen          | Liebfrauenkirche                        | Oberkirchgasse 8 (Karte)                      |           | Oberkirche | 365.220.2227 |
| weitere Bilder Fotos hochladen          | Musikpavillon                           | Poststraße (Karte)                            |           | Flurstück 1-895/194 | 365.220.2275 |
| BW                                      | Wohnhaus                                | Poststraße 13 (Karte)                         |           | | 365.220.2262 |
| BW                                      | Wohnhaus                                | Poststraße 27 (Karte)                         |           | Flurstück 1-291/5 | 365.220.2263 |
| BW                                      | Gartenhaus                              | Poststraße 29 (Karte)                         |           | | 365.220.2264 |
| BW                                      | Wohn- und Geschäftshaus                 | Poststraße 37 (Karte)                         |           | Flurstück 1-296/1, 296/2 | 365.220.2265 |
| BW                                      | Wohnhaus                                | Rosengasse 5 (Karte)                          |           | Wohnhaus und Torhaus | 365.220.2266 |
| BW                                      | Wohnhaus                                | Schloßstraße 3 (Karte)                        |           | | 365.220.2267 |
| BW                                      | Wohnhaus                                | Schloßstraße 5 (Karte)                        |           | | 365.220.2268 |
| weitere Bilder Fotos hochladen          | Schloss                                 | Schloßstraße 13 (Karte)                       |           | | 365.220.2230 |
| BW                                      | ehem. Produktions-Gebäude               | Seegaer Weg 3 (Karte)                         |           | ehem. Mir & Genestschen Telefonbauwerke | 365.220.2270 |
| BW                                      | Wohnhaus                                | Seehäuser Straße 1 (Karte)                    |           | ehemaliges Chausseewärterhäuschen, Solitärgebäude direkt an der Kreuzung, Kyffhäuserstr. (B85), Esperstedterstr., August-Bebel-Platz | 365.220.2271 |
| BW                                      | Kindersanatorium                        | Thomas-Müntzer-Straße 10 (Karte)              |           | ehemaliges Sanatorium | 365.220.2272 |

### Esperstedt
| Bild                           | Bezeichnung                                 | Lage                   | Datierung | Beschreibung             | ID           |
| ------------------------------ | ------------------------------------------- | ---------------------- | --------- | ------------------------ | ------------ |
| weitere Bilder Fotos hochladen | Evangelisch-lutherische Kirche St. Johannis | Pfarrgasse 65 (Karte)  |           |                          | 365.220.1648 |
| BW                             | Wohnhaus                                    | Parkstraße 64 (Karte)  |           | Wohnhaus, Flurstück 1-85 | 365.220.1650 |
| BW                             | Wohnhaus                                    | Parkstraße 143 (Karte) |           | Wohnhaus                 | 365.220.1651 |
| BW                             | Pfarrhaus                                   | Pfarrgasse 70 (Karte)  |           | Flurstück 1-97           | 365.220.1649 |

### Ichstedt
| Bild                           | Bezeichnung                      | Lage                    | Datierung | Beschreibung                                                     | ID           |
| ------------------------------ | -------------------------------- | ----------------------- | --------- | ---------------------------------------------------------------- | ------------ |
| weitere Bilder Fotos hochladen | Evangelische Kirche St. Wigberti | Hauptstraße 22 (Karte)  |           | Kirche samt künstlerischer Ausstattung, Kirchhof und Einfriedung | 365.220.0185 |
| weitere Bilder Fotos hochladen | Kirchenruine St. Magnus          | Mittelgasse 100 (Karte) |           | Wehrkirche Ichstedt                                              | 365.220.0184 |
| Fotos hochladen                | Wasserburg                       | Schloßplatz 1 (Karte)   |           |                                                                  | 365.220.0183 |
| Fotos hochladen                | Gutshaus                         | Schloßplatz 2 (Karte)   |           |                                                                  | 365.220.0182 |

### Ringleben
| Bild                           | Bezeichnung                      | Lage                          | Datierung | Beschreibung                                                                                   | ID           |
| ------------------------------ | -------------------------------- | ----------------------------- | --------- | ---------------------------------------------------------------------------------------------- | ------------ |
| BW                             | Wohnhaus                         | Brettlebener Straße 9 (Karte) |           | Wohnhaus, Flurstück 1-58 / 2, evtl. Lutherstr.                                                 | 365.220.0224 |
| weitere Bilder Fotos hochladen | Evangelische Kirche St. Valentin | Kupperstraße 46 (Karte)       |           | Kirche samt künstlerischer Ausstattung, Kirchhof und Einfriedung; ehemals Frankenhäuser Straße | 365.220.0225 |
| Fotos hochladen                | Torturm                          | Kupperstraße 49 (Karte)       |           | sogenannter Kupperturm; ehemals Frankenhäuser Straße                                           | 365.220.0227 |
| BW                             | Gutshaus                         | Am Solgraben 9 (Karte)        |           | ehemals Jungfernstieg                                                                          | 365.220.0228 |
| BW                             | Mühlenhof                        | Mühlrasen 9 (Karte)           |           |                                                                                                | 365.220.0226 |

### Seehausen
| Bild                           | Bezeichnung           | Lage                | Datierung | Beschreibung                                                     | ID           |
| ------------------------------ | --------------------- | ------------------- | --------- | ---------------------------------------------------------------- | ------------ |
| weitere Bilder Fotos hochladen | Dreifaltigkeitskirche | Pfarrstraße (Karte) |           | Kirche samt künstlerischer Ausstattung, Kirchhof und Einfriedung | 365.220.1656 |

### Udersleben
| Bild                           | Bezeichnung         | Lage                   | Datierung | Beschreibung                                                                            | ID           |
| ------------------------------ | ------------------- | ---------------------- | --------- | --------------------------------------------------------------------------------------- | ------------ |
| BW                             | Gehöft              | Am Dorfberg 10 (Karte) |           | ehemalige Esperstedter Straße                                                           | 365.220.2273 |
| weitere Bilder Fotos hochladen | Evangelische Kirche | Parkstraße 10 (Karte)  |           | Kirche samt künstlerischer Ausstattung, Kirchhof und Einfriedung, ehemalige Hauptstraße | 365.220.1653 |
| BW                             | Wohnhaus            | Parkstraße 12 (Karte)  |           | ehemalige Hauptstraße 71 ?, Wohnhaus, Flurstück 1-161/30                                | 365.220.1654 |
| BW                             | Mühle               | Parkstraße 57 (Karte)  |           | ehemalige Hauptstraße, Flurstück 1-88/4                                                 | 365.220.9928 |
| BW                             | Pfarrhaus           | Parkstraße 75 (Karte)  |           | ehemalige Hauptstraße, Flurstück 1-49/2                                                 | 365.220.1655 |

## Ehemalige Kulturdenkmale

### Bad Frankenhausen
| Bild                                    | Bezeichnung | Lage                    | Datierung | Beschreibung                     | ID           |
| --------------------------------------- | ----------- | ----------------------- | --------- | -------------------------------- | ------------ |
| Direkt Bild zu diesem Denkmal hochladen | Mühle       | Anger 3                 |           | ehemalige Mühle, Flurstück 1-46  | 365.220.2236 |
| BW                                      | Wohnhaus    | Schloßstraße 15 (Karte) |           | Pension „Barmherziger Samariter“ | 365.220.2269 |

### Seehausen
| Bild | Bezeichnung | Lage                     | Datierung | Beschreibung | ID           |
| ---- | ----------- | ------------------------ | --------- | ------------ | ------------ |
| BW   | Wohnhaus    | Brunnenstraße 14 (Karte) |           |              | 365.220.1657 |